# Ritratto di Hermine Gallia
Il Ritratto di Hermine Gallia è uno dei ritratti femminili dipinti ad olio dal pittore austriaco Gustav Klimt del 1904.

## Descrizione
La posa eretta con il capo lievemente spostato verso un lato e con le mani giunte tra loro, danno alla dama un sentore di autorità e modernità. Guarda l'osservatore attraverso grandi occhi limpidi, espressivi e molto dolci. Una certa malinconia pervade i suoi lineamenti e l'acconciatura dei capelli tipica della Belle Epoque enfatizza il tuppo di lunghi capelli corvini. L’abito bianco che indossa è particolarmente raffinato ed il suo tessuto setoso viene evidenziato in tutte le sue particolarità, dalla trasparenza alla leggerezza; l’immagine risulta fluttuante, vaporosa e candida come una nuvola. Il tutto rende l’immagine femminile al contempo eterea e delicatamente sensuale. I sottili gioielli, poi, denotano una lussuosa raffinatezza. 

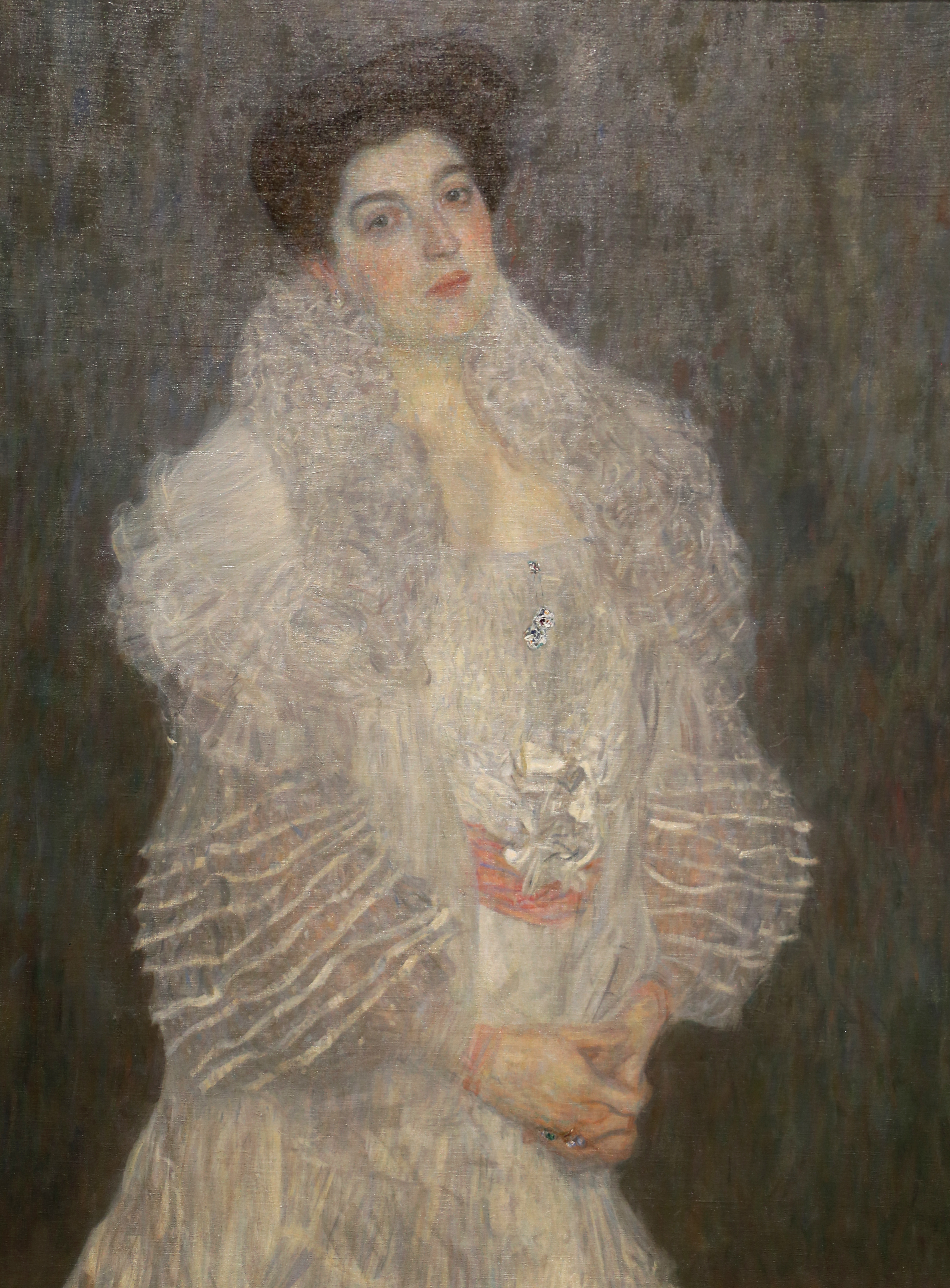
Dettagli del volto, dei gioielli e del favoloso abito del ritratto di Hermine Gallia che ricorda le creazioni della stilista Emilie Flöge.

Rispetto agli altri ritratti femminili di Klimt, questo dipinto è relativamente sobrio nei colori e ricco di figure geometriche.  Hermine è circonda da un sfondo compatto ceruleo che nel riquardo più basso si illumina di colori più caldi che accennano la presenza di un tappeto persiano, timido inno all'Oriente e simbolo di prosperità e nobiltà. È un ritratto che presenta forti elementi di art nouveau e simbolismo ed è stato realizzato nel periodo aureo.

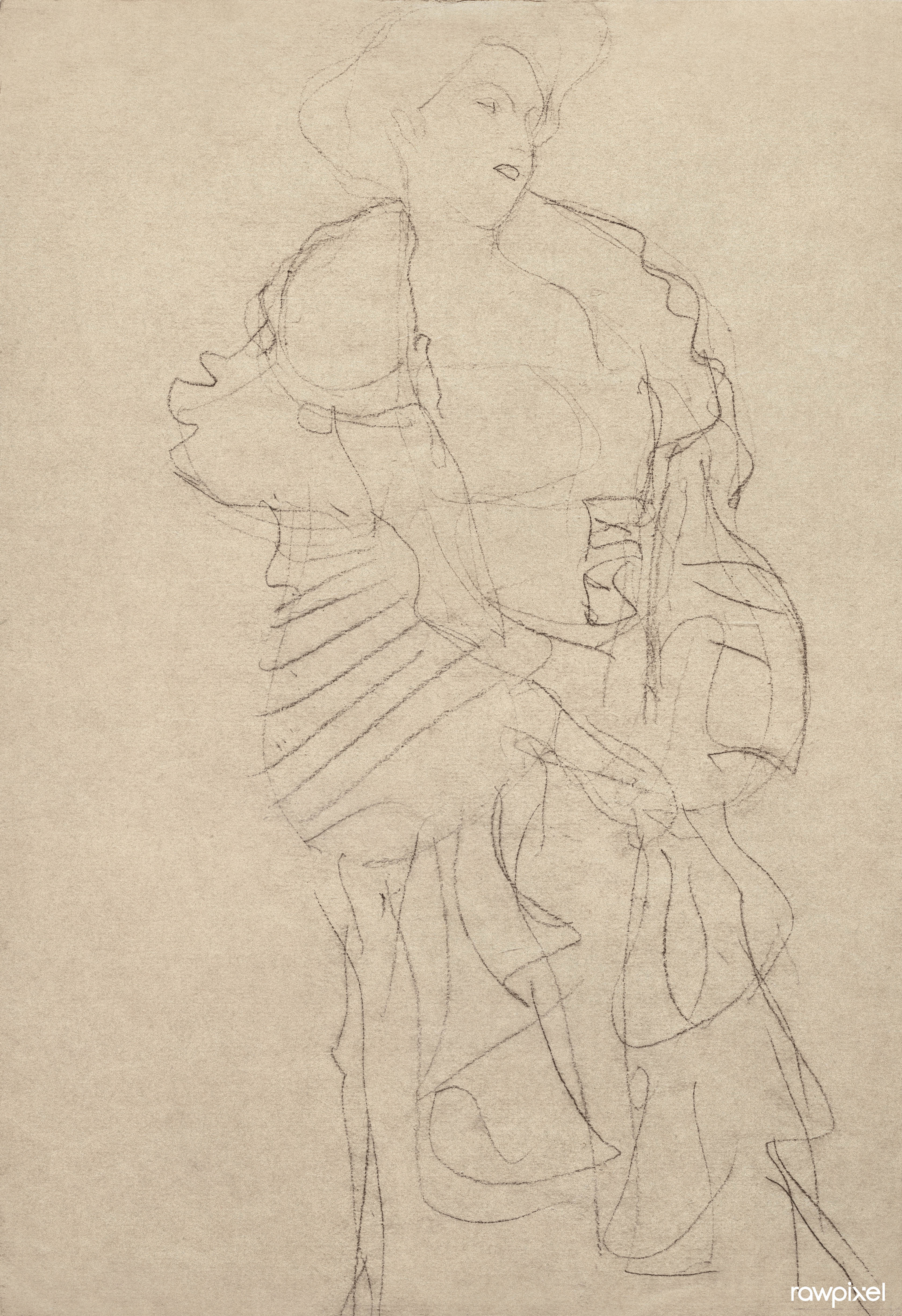
Schizzo preparatorio del ritratto di Hermine Gallia, circa 1903, del Cleveland Museum of Art.

Nel 1903 il dipinto fu esposto, per la prima volta, ancora incompiuto alla mostra Klimt-Kollective della prima mostra del gruppo della Wiener Secession. Esistono numerosi schizzi di quest’opera, come anche diverse modifiche che sono state effettuate su di essa che sono visibili a occhio nudo.
Nel 1976 il dipinto fu acquisito dalla National Gallery di Londra.

## La modella

### Hermine Hamburger Gallia
Hermie nacque il 14 giugno del 1870 ed era figlia di Karl Wittgenstein, esponente di una delle famiglia ebrea più in vista della Slesia . Nel 1893 sposò, nel tempio cittadino di Vienna, Moriz Gallia (1858 – 1918) originario della Moravia. I coniugi Gallia fecero battezzare i loro quattro figli e si convertirono al cattolicesimo nel 1910.
Gallia fu amministratore delegato della filiale viennese del produttore di lampadine di Carl Auer-Welsbach e in seguito divenne un imprenditore indipendente. Moriz, poi, è stato direttore della Gasglühlicht AG (Auer Gesellschaft) di Vienna, presidente e azionista della Hamburger & Co. e presidente della Wiener Werkstätte, istituzione che ha sostenuto fin dall'inizio.
Adolf Gallia (1852-1925), cognato di Hermine e fratello di Moriz, era invece un noto avvocato e lavorava per il gruppo Welsbach. I due fratelli lavoravano a stretto contatto allungo.
Moriz Gallia morì nel 1918, dopo aver nominato sua moglie erede universale Hermine morì il 6 febbraio del 1936. Le loro due figlie, Gretl e Käthe, potettero farsi portare il ritratto della propria madre, in esilio, in Australia. 

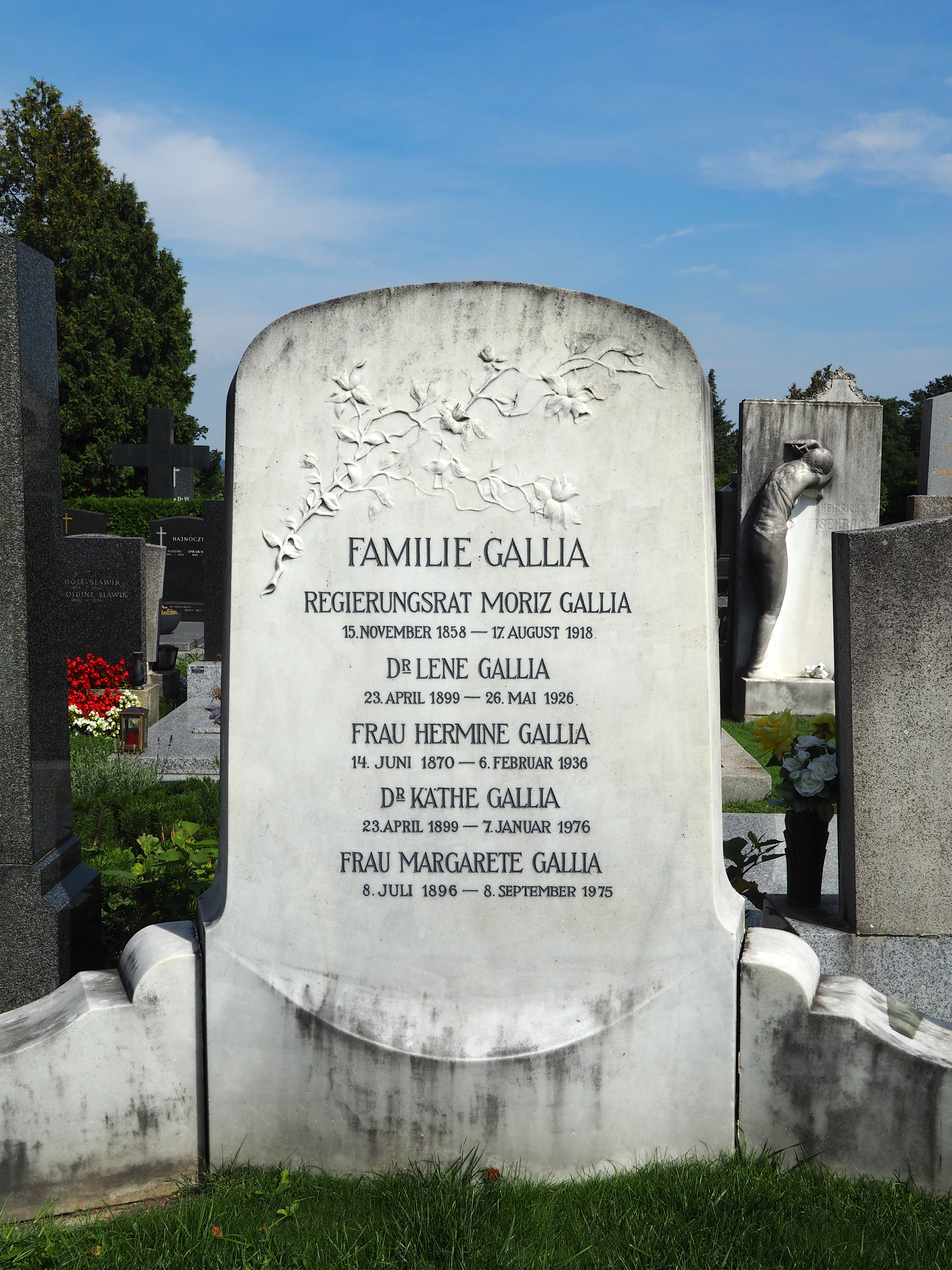
Lapide della Famiglia Gallia nel Cimitero di Vienna.

### I Gallia e la Wiener Secession
Fin dalla sua fondazione nel 1897, i coniugi Gallia sostennero la Wiener Secession attraverso acquisti. Gustav Klimt era ospite abituale alle feste organizzate da Hermine e Moritz Gallia nel loro appartamento in Schleifmühlgasse 4, che apparteneva fin dalla sua costruzione nel 1880 alla Società austriaca di luce ed elettricità, luogo in cui si trovava la sede viennese e dove Moritz stesso lavorava.
Nel 1912, i coniugi Gallia fecero costruire in Wohllebengasse 4 una casa a cinque piani, progettata dagli architetti Franz Krauß e Josef Tölk. Josef Hoffmann poi ne arredo’ l'appartamento di famiglia al piano nobile. Mentre Adolf Gallia e sua moglie Ida fecero costruire, su progetto dell'architetto seccessionista Jakob Gartner,, un complesso immobiliare nella Biberstrasse, gia’ dal 1902.

## Galleria d'immagini

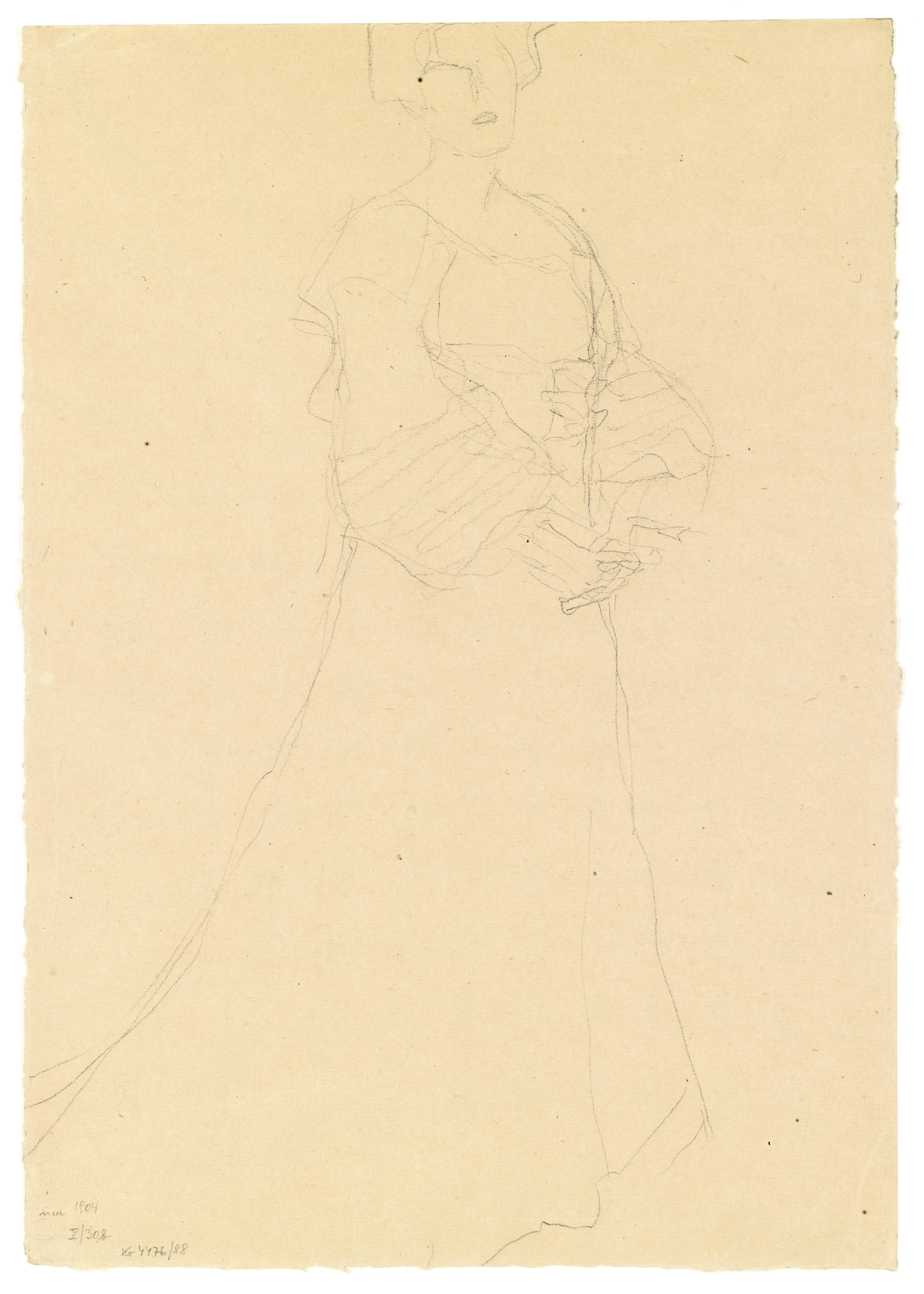
Studio per il ritratto di Hermine
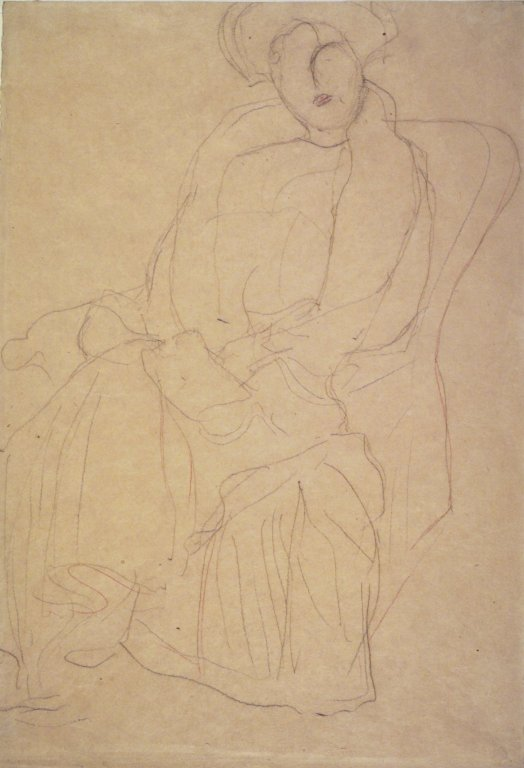
Variazione di Klimt per il dipinto di Hermine Gallia
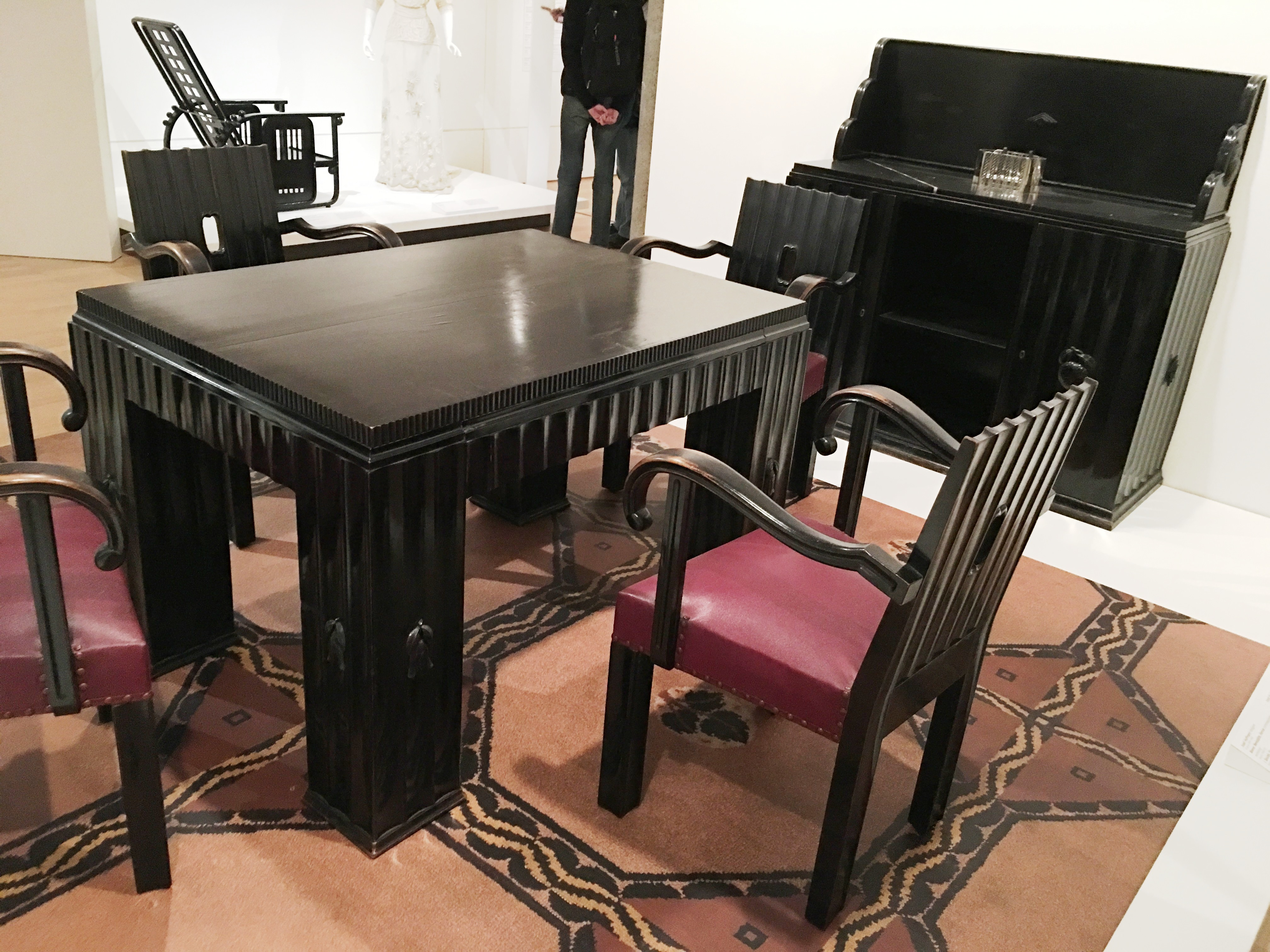
La sala pranzo della famiglia Gallia ideata dal designer Josef Hoffmann.
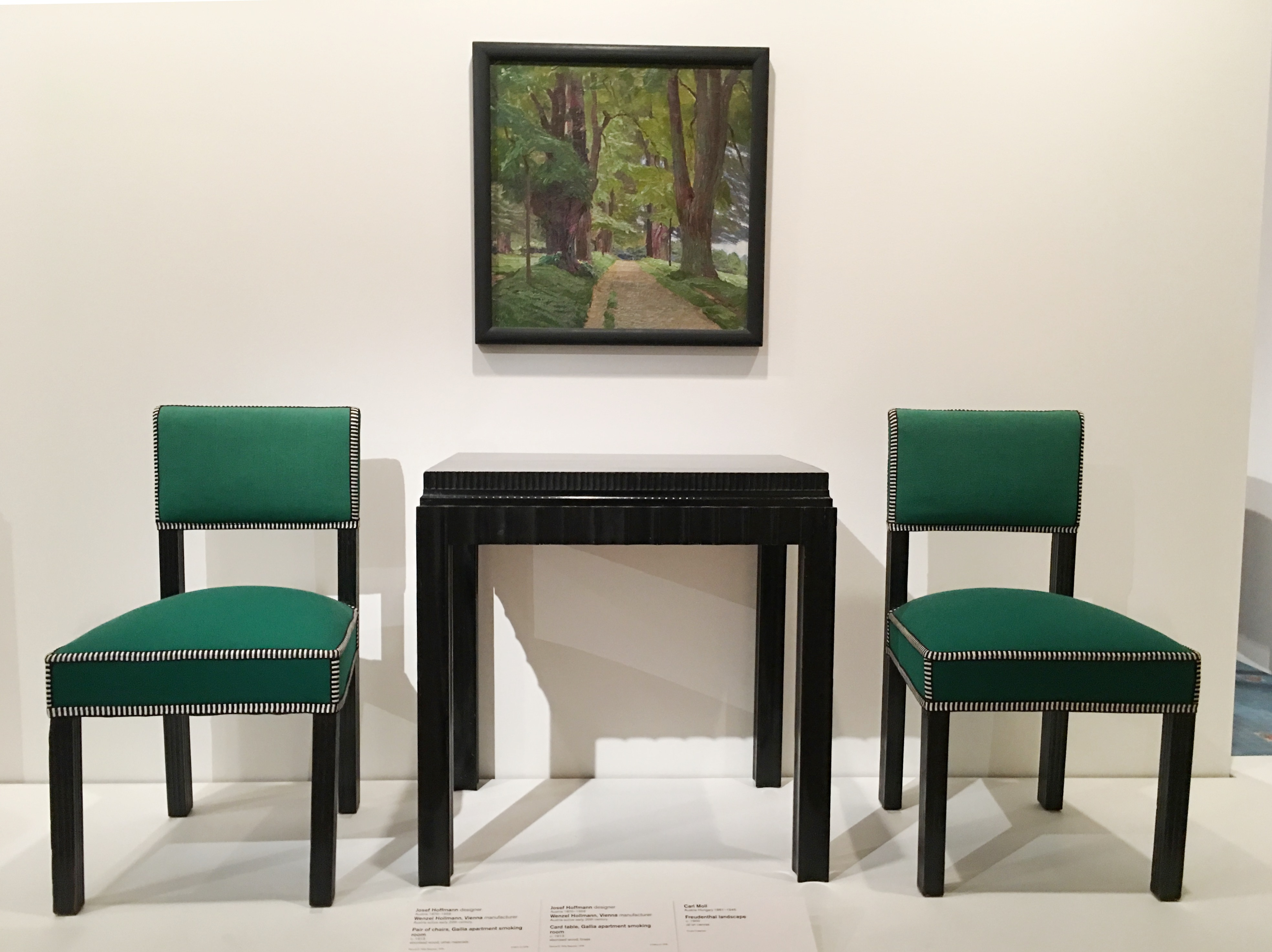
Accessori della sala da fumo della casa Gallia design di Josef Hoffman